# يفين تشيبرياتشيكو
يفين تشيبرياتشيكو (بالأوكرانية: Чеберячко Євген Олександрович)‏ (19 يونيو 1983 بكييف في أوكرانيا - ) هو لاعب كرة قدم أوكراني في مركز الدفاع. شارك مع منتخب أوكرانيا تحت 21 سنة لكرة القدم ومنتخب أوكرانيا لكرة القدم. أما مع النوادي، فقد لعب مع أرسنال كييف ودينامو كييف ونادي دنيبرو دنيبروبتروفسك وFC Dynamo-3 Kyiv ‏ والنادي المركزي للجيش كييف وFC Arsenal Kharkiv ‏ وFC Kharkiv ‏ وهوفيرلا أوجهورود ‏.

## وصلات خارجية
- يفين تشيبرياتشيكو على موقع اتحاد أوكرانيا (الإنجليزية)
- يفين تشيبرياتشيكو على موقع قاعدة بيانات كرة القدم.إي يو (الإنجليزية)
- يفين تشيبرياتشيكو على موقع ناشيونال فوتبول تيمز (الإنجليزية)
- يفين تشيبرياتشيكو على موقع Soccerway.com (الإنجليزية)
- يفين تشيبرياتشيكو على موقع عالم كرة القدم.نت (الإنجليزية)